# 塞拉达德尔卡米诺
塞拉达德尔卡米诺，是西班牙卡斯蒂利亚-莱昂布尔戈斯省的一个市镇。总面积13平方公里，总人口91人（2001年），人口密度7人/平方公里。